# Arawat Sabejew
Arawat Sabejew –en ruso, Арават Сабеев, Aravat Sabeyev– (Petropávlovsk, 24 de septiembre de 1968) es un deportista alemán de origen kazajo que compitió en lucha libre (hasta 1990 lo hizo bajo la bandera de la Unión Soviética).
Participó en dos Juegos Olímpicos de Verano, obteniendo una medalla de bronce en Atlanta 1996, en la categoría de 100 kg, y el noveno lugar en Sídney 2000.
Ganó dos medallas en el Campeonato Mundial de Lucha, oro en 1994 y plata en 1995, y seis medallas en el Campeonato Europeo de Lucha entre los años 1989 y 2000.

## Palmarés internacional
| Representando a la URSS  |                          |                   |           |
| Campeonato Europeo       |                          |                   |           |
| Año                      | Lugar                    | Medalla           | Categoría |
| 1989                     | Ankara (Turquía)         | Medalla de oro    | 100 kg    |
| 1990                     | Poznań (Polonia)         | Medalla de oro    | 100 kg    |
| Representando a Alemania |                          |                   |           |
| Juegos Olímpicos         |                          |                   |           |
| Año                      | Lugar                    | Medalla           | Categoría |
| 1996                     | Atlanta (Estados Unidos) | Medalla de bronce | 100 kg    |
| Campeonato Mundial       |                          |                   |           |
| Año                      | Lugar                    | Medalla           | Categoría |
| 1994                     | Estambul (Turquía)       | Medalla de oro    | 100 kg    |
| 1995                     | Atlanta (Estados Unidos) | Medalla de plata  | 100 kg    |
| Campeonato Europeo       |                          |                   |           |
| Año                      | Lugar                    | Medalla           | Categoría |
| 1993                     | Estambul (Turquía)       | Medalla de oro    | 100 kg    |
| 1995                     | Friburgo (Alemania)      | Medalla de bronce | 100 kg    |
| 1997                     | Varsovia (Polonia)       | Medalla de bronce | 97 kg     |
| 2000                     | Budapest (Hungría)       | Medalla de plata  | 97 kg     |